# Vertikalsicht
Vertikalsicht (VV) bezeichnet in der Meteorologie in der Luftfahrt die maximale Entfernung in der vom Boden aus in vertikaler Richtung dunkle Objekte wie Wolken oder Nebel von ausreichender Größe vor dem hellen Himmel als Hintergrund erkannt werden können. Die Vertikalsicht wird ermittelt, wenn eine Wolkenuntergrenze wegen Nebel, starkem Niederschlag oder Stürmen nicht bestimmt werden kann. Als Schätzhilfen können höhere Bauwerke, Berge oder andere Orientierungshilfen dienen.
Im internationalen Flugverkehr spricht man von Vertical Visibility. Der Pilot erhält mit der Angabe der VV einen Anhaltspunkt, von welcher Höhe über dem Grund aus er beim Landeanflug spätestens Bodensicht haben wird. So kann er sich auf die Sichtbedingungen beim Anflug einstellen.
In der Meteorologie wird der Wert der Vertikalsicht in Hektofuß geschätzt und in der Wettermeldung der Wolkengruppe zugeordnet, die Angabe des Bedeckunggrades und der Wolkenart entfallen dann.